# Kurt Richard Burnette
Kurt Richard Burnette (Fakenham, 7 novembre 1955) è un vescovo cattolico statunitense, dal 29 ottobre 2013 eparca di Passaic e dal 20 ottobre 2020 amministratore apostolico dei Santi Cirillo e Metodio di Toronto.

## Biografia
Kurt Richard Burnette è nato nella base della Royal Air Force Sculthorpe di Fakenham, nel Norfolk, il 7 novembre 1955.

### Formazione e ministero sacerdotale
Ha compiuto gli studi per il sacerdozio al seminario "Santi Cirillo e Metodio" di Pittsburgh. Ha conseguito il dottorato in matematica e in diritto civile. Ha quindi ottenuto il dottorato in diritto canonico orientale presso il Pontificio istituto orientale a Roma.
Il 26 aprile 1989 è stato ordinato presbitero a Pittsburgh per l'allora eparchia di Van Nuys. Ha insegnato in diverse università ed è stato amministratore parrocchiale della parrocchia di San Nicola a Fontana; amministratore parrocchiale della parrocchia di Sant'Irene a Portland; parroco della parrocchia di Nostra Signora del Perpetuo Soccorso ad Albuquerque dal 2008 al 2012; assistente cancelliere ed economo eparchiale; cappellano dei Vigili del Fuoco; vicario giudiziale e difensore del vincolo e rettore del seminario "Santi Cirillo e Metodio" di Pittsburgh dal 2012.

### Ministero episcopale
Il 29 ottobre 2013 papa Francesco lo ha nominato eparca di Passaic. Ha ricevuto l'ordinazione episcopale il 4 dicembre successivo nella cattedrale di San Michele Arcangelo a Passaic dall'arcieparca metropolita di Pittsburgh William Charles Skurla, co-consacranti l'eparca di Parma John Michael Kudrick e quello della Santa Protezione di Maria di Phoenix Gerald Nicholas Dino. Durante la stessa celebrazione ha preso possesso dell'eparchia.
Nel febbraio del 2020 ha compiuto la visita ad limina.
Il 20 ottobre 2020 lo stesso pontefice lo ha nominato anche amministratore apostolico sede vacante dell'eparchia dei Santi Cirillo e Metodio di Toronto. Il 3 marzo 2022 papa Francesco ha trasferito la giurisdizione di questa eparchia, contestualmente ridotta al rango di esarcato apostolico, dalla Chiesa metropolitana sui iuris di Prešov a quella di Pittsburgh e lo ha confermato nell'incarico di amministratore apostolico.
Il 23 gennaio 2023 è stato nominato amministratore apostolico anche dell'eparchia di Parma e dell'eparchia della Santa Protezione di Maria di Phoenix. Ha ricoperto l'ufficio di amministratore apostolico di Parma fino all'8 novembre successivo mentre è rimasto amministratore apostolico della Santa Protezione di Maria di Phoenix fino al 28 gennaio 2025.

## Genealogia episcopale
La genealogia episcopale è:
- Cardinale Scipione Rebiba
- Cardinale Giulio Antonio Santori
- Cardinale Girolamo Bernerio, O.P.
- Arcivescovo Galeazzo Sanvitale
- Cardinale Ludovico Ludovisi
- Cardinale Luigi Caetani
- Cardinale Ulderico Carpegna
- Cardinale Paluzzo Paluzzi Altieri degli Albertoni
- Papa Benedetto XIII
- Papa Benedetto XIV
- Papa Clemente XIII
- Cardinale Marcantonio Colonna
- Cardinale Giacinto Sigismondo Gerdil, B.
- Cardinale Giulio Maria della Somaglia
- Cardinale Carlo Odescalchi, S.I.
- Cardinale Costantino Patrizi Naro
- Cardinale Lucido Maria Parocchi
- Papa Pio X
- Papa Benedetto XV
- Papa Pio XII
- Cardinale Eugène Tisserant
- Arcivescovo Nicholas Thomas Elko
- Arcivescovo Stephen John Kocisko
- Vescovo Andrew Pataki
- Arcivescovo William Charles Skurla
- Vescovo Kurt Richard Burnette